# Reistur Ketilsson
Reistur Bjarneyja-Ketilsson fue un explorador vikingo y uno de los primeros colonos en Norður-Þingeyjarsýsla en Islandia, donde fundó un asentamiento a principios del siglo X. Su hijo Árnsteinn Reistarsson fue el primer goði de Öxarfjörður.